# Testacella scutulum
Testacella scutulum is een slakkensoort uit de familie van de Testacellidae. De wetenschappelijke naam van de soort werd in 1820 voor het eerst geldig gepubliceerd door George Brettingham Sowerby I.

## Beschrijving
Met een uitgestrekte lengte van acht tot twaalf centimeter, is het dier meestal geel van kleur als het leeft en heeft het zwarte of bruine vlekken. De zijgroeven beginnen samen op een zichtbaar punt aan de voorkant van de mantel. De schelp is klein en plat, zes tot zeven millimeter lang en vier millimeter breed. Het is bijna driehoekig van vorm en aan de bovenkant afgeplat, soms concaaf. Het boveneinde van de centrale as van het slakkenhuis (columella) is scherp afgeknot. Het periostracum is dikker en minder afgesleten dan bij de lichtbruine schildslak (T. haliotidea).

## Verspreiding
Testacella scutulum wordt gevonden in tuinen en parken in West-Frankrijk, Engeland en Ierland, maar ook in Spanje, Kroatië, Italië, Sicilië en de Canarische Eilanden. De T. scutulum leeft overdag op een diepte van tien tot dertig centimeter en komt 's avonds boven om naar voedsel te zoeken.